# Ahmadu Jah
Chernor Ahmadu Sahidu Jah, tidigare Ahmed Sahid Jarr, född 31 maj 1936 i Sierra Leone, död 11 september 2018 i Gustav Vasa distrikt i Stockholm, var en svensk musiker (slagverk), kompositör och orkesterledare. Han är far till musikartisterna Neneh Cherry och Titiyo Jah.

## Biografi
Ahmadu Jah växte upp i Sierra Leone och lärde sig där spela traditionella afrikanska trummor. I början av 1960-talet studerade han i England och fick 1963 ett stipendium för att åka till Sverige och studera till civilingenjör vid Kungliga Tekniska högskolan i Stockholm. Väl där blev han snart involverad i Stockholms musikliv och kom att spela congas och andra slagverk i flera olika sammanhang, till exempel med Cornelis Vreeswijk, Bernt Egerbladh, Abba och Bob Marley. År 1971 blev han en av de ursprungliga medlemmarna och tonsättarna i afrojazzfunkgruppen Egba och medverkade bland annat på dess första skiva Egba 1974, innan han gick vidare på egen hand. År 1975 gav han ut den egna skivan En dag i Afrika och fokuserade alltmer på ett landsomfattande arbete med musik och berättelse för barn och vuxna med turnéer och program på Sveriges Radio och i Sveriges Television.

### The Highlife Orchestra
År 1984 startade han den egna musikgruppen Ahmadu Jarr & The Highlife Orchestra baserat på den västafrikanska musikstilen highlife, med musiker från Skandinavien, Afrika och Amerika; totalt 12-14 musiker. Utöver en mindre kärna av musiker valde Jah att låta gruppen fungera som något av en "skola i världsmusik" för de många olika gästande musikerna, som utgör den rörliga delen av ensemblen. Orkestern bygger på både traditionell västafrikansk musik med traditionella instrument och modernare musik med andra instrument.

### Övrigt
Efter inbördeskriget i Sierra Leone bedrev Jah omfattande musikpedagogisk verksamhet även där för att hela och stärka den yngre generationen. Mandatperioden 2002–2006 satt han också som politiker för Socialdemokraterna i kultur– och fritidsnämnden i Solna kommun. På film medverkade han som skådespelare i Förortsungar (2006) och även som musiker i Marianne Ahrnes Frihetens murar (1978) och Suzanne Ostens Bara du & jag (1994). Han medverkade även på en mängd skivor med sina band och andra artister.

## Priser och utmärkelser
År 2006 tilldelades Jah både Stockholms stads hederspris och Alice Tegnér-musikpriset för sitt arbete med barnmusik. I samband med en spelning på Folk & Världsmusikgalan 2012 tillsammans med bland andra sina döttrar tilldelades han galans Hederspris för sin musikaliska livsgärning.